# هانا داماسیو
هانا داماسیو (به انگلیسی: Hanna Damasio) دانشمندی در زمینه علوم اعصاب شناختی است. او با استفاده از توموگرافی کامپیوتری و تصویربرداری رزونانس مغناطیسی، روش‌هایی را برای بررسی ساختار مغز انسان توسعه و عملکردهایی مانند زبان، حافظه و احساسات را با استفاده از روش ضایعه و تصویربرداری عصبی عملکردی مورد بررسی قرار داد. او در حال حاضر استاد علوم اعصاب دانا دورنسایف و مدیر مرکز تصویربرداری علوم اعصاب شناختی دانا و دیوید دورنسایف در دانشگاه کالیفرنیای جنوبی است.

## شغل و تحقیقات
هانا داماسیو پس از دریافت مدرک دکترای پزشکی از دانشگاه لیسبون در سال ۱۹۶۹، فعالیت علمی خود را در سال ۱۹۷۶ به عنوان مدرس در گروه نورولوژی دانشگاه آیووا آغاز کرد. او به سرعت پله‌های ترقی علمی را طی کرد و در سال ۱۹۸۵ به عنوان استاد در گروه نورولوژی منصوب شد. علاوه بر سمت‌های دانشگاهی، هانا داماسیو از سال ۱۹۸۲ تا ۲۰۰۴ به عنوان مدیر آزمایشگاه تصویربرداری عصبی و نوروآناتومی انسانی در دانشگاه آیووا مشغول به کار بود. او همچنان به عنوان استاد ممتاز افتخاری در دانشگاه آیووا فعالیت می‌کند. در حال حاضر، هانا داماسیو استاد علوم اعصاب دانا دورنسیف و مدیر مرکز تصویربرداری علوم اعصاب شناختی دانا و دیوید دورنسیف در دانشگاه کالیفرنیای جنوبی است.
هانا داماسیو در تحقیقات خود از روش‌های تصویربرداری مغز مانند توموگرافی کامپیوتری و رزونانس مغناطیسی هسته‌ای برای تقویت پروتکل‌های تشخیص بیماری‌هایی که بر مغز تأثیر می‌گذارند، استفاده کرد. پروژه‌های فعلی او که همچنان در حال انجام و بررسی هستند شامل توسعه تکنیک‌های جدید برای بررسی ساختار مغز در داخل بدن با استفاده از تشدید مغناطیسی، توسعه تکنیک‌های جدید برای ارزیابی نتایج تجربی در توموگرافی گسیل پوزیترون (PET) و بررسی بسترهای عصبی آناتومیکی زبان، حافظه، احساسات و تصمیم‌گیری با استفاده از روش ضایعه هستند. کار او منجر به مقالات علمی متعددی شده است که در مجلات برجسته منتشر شده است. در سال ۱۹۸۹، او «تحلیل ضایعات در عصب روان‌شناسی» (انتشارات دانشگاه آکسفورد) را به صورت یک کتاب درسی کلاسیک را منتشر کرد که برای آن جایزه بهترین کتاب سال در علوم زیستی و پزشکی را از انجمن ناشران آمریکایی دریافت کرد. علاقه مداوم او به آناتومی عصبی انسان باعث شد تا اولین اطلس مغز انسان را بر اساس تصاویر توموگرافی کامپیوتری توسعه دهد: «آناتومی مغز انسان در تصاویر کامپیوتری» که توسط انتشارات دانشگاه آکسفورد نیز منتشر شد. این کتاب اکنون در چاپ دوم خود و به عنوان یک کتاب مرجع آکادمیک شناخته شده است.

## افتخارات و جوایز
هانا داماسیو در سال ۱۹۹۲ جایزه پسوآ را به خاطر مشارکت‌های چشمگیرش در علم و ادبیات دریافت کرد. او در سال ۱۹۹۵ به عضویت انجمن عصبی آمریکا انتخاب و در سال ۱۹۹۷ به عنوان عضو آکادمی علوم و هنر آمریکا در نظر گرفته شد. در سال ۲۰۰۴، او جایزه ژان لوئیس سینیوره در علوم اعصاب شناختی را برای کار پیشگامانه خود در شناخت اجتماعی به دست آورد. در سال ۲۰۱۰، او یکی از دریافت کنندگان جایزه کوزارلی از آکادمی ملی علوم ایالات متحده بود که به بهترین مقاله در علوم اعصاب رفتاری منتشر شده در مجموعه مقالات آکادمی ملی علوم در سال ۲۰۰۹ اعطا می‌شود. در سال ۲۰۱۱، هانا داماسیو و همسرش آنتونیو داماسیو مدرک دکترای افتخاری را از اکول پلی‌تکنیک فدرال لوزان (EPFL) در سوئیس به دلیل مشارکت در نورولوژی دریافت کردند. او همچنین دارای مدرک دکترای افتخاری از سوربن (دانشگاه پاریس دکارت)، دانشگاه اوبرتا د کاتالونیا (دانشگاه باز کاتالونیا، بارسلون)، و دانشگاه‌های لیسبون و آخن است.

## زندگی شخصی
هانا داماسیو با آنتونیو داماسیو، متخصص مغز و اعصاب مشهور بین‌المللی و متخصص روابط عاطفی و شناختی ازدواج کرده است که به همراه او مدیریت مؤسسه مغز و خلاقیت (BCI) در دانشگاه کالیفرنیای جنوبی بر عهده دارد. او در اوقات فراغت خود نیز به مجسمه‌سازی می‌پردازد.

### نقل قول‌ها
«موضوع حضور زنان در علم و پزشکی به اثبات رسیده و پذیرفته شده است.»
«این موضوع تأثیر واقعاً آزادکننده‌ای داشته است. این امکان را به ما می‌دهد که فارغ از جنسیت، با یکدیگر به عنوان همکار رفتار کنیم و انتظار فرصت‌های یکسان و رفتار مشابه داشته باشیم.»